# Adesmoides flava
Adesmoides flava là một loài bọ cánh cứng trong họ Cerambycidae.